# Cristina Ferrare
Cristina Ferrare (ur. 18 lutego 1950) – amerykańska aktorka filmowa i telewizyjna.

## Filmografia
seriale
- 1978: Vega$ jako Shawn Adams
- 1977: Statek miłości jako Melissa Monday
- 1990: Życie jak sen jako Pacjentka terapii grupowej

film
- 1968: Nienośne lata jako Linda Kingsley
- 1975: Mary, Mary, krwawa Mary jako Mary Gilmore
- 1993: Perry Mason: The Case of the Telltale Talk Show Host jako Judith Jansen